# يو يون جونغ
يو يون جونغ (بالكورية: 유연정)‏ هي مغنية كورية جنوبية، ولدت يوم 3 أغسطس 1999 في غوانغميونغ في كوريا الجنوبية.

## روابط خارجية
- يو يون جونغ على موقع IMDb (الإنجليزية)
- يو يون جونغ على موقع ميوزك برينز (الإنجليزية)
- يو يون جونغ على موقع ديسكوغز (الإنجليزية)
- يو يون جونغ على موقع قاعدة بيانات الفيلم (الإنجليزية)